# Santena
Santena (pron. sàntena; in Piedmontese Santna) là một đô thị ở tỉnh Torino trong vùng Piedmont, có vị trí cách khoảng 15 km về phía đông nam của Torino, nước Ý, trên hữu ngạn sông Po. Tại thời điểm ngày 31 tháng 12 năm 2004, đô thị này có dân số 10.313 người và diện tích là 16,2 km².
Đô thị Santena có các frazioni (các đơn vị trực thuộc, chủ yếu là các làng) Tetti Busso, Tetti Giro, Luserna, và Gamenario; the last of these is known for the Battle of Gamenario, fought on 22 April 1345 between the Guelfs and Ghibellines.
Santena giáp các đô thị: Chieri, Cambiano, Trofarello, Poirino, và Villastellone.